# 小行星9646
小行星9646（英語：9646）是一颗围绕太阳公转的小行星。1995年1月25日，小林隆男在大泉天文台发现了此天体。
这颗小行星的绝对星等为108.0452814691526等。